# 加拉布尔河
加拉布尔河（法語：Galabre，法語發音：[ɡalabʁ]）是法国普罗旺斯-阿尔卑斯-蓝色海岸大区上普罗旺斯阿尔卑斯省的河流，是贝斯河的右支流，长12.63千米。